# Szúrós csodabogyó
A szúrós csodabogyó (Ruscus aculeatus) az egyszikűek (Liliopsida) osztályának spárgavirágúak (Asparagales) rendjébe, ezen belül a spárgafélék (Asparagaceae) családjába tartozó, Magyarországon védett cserje. Egyéb elnevezései: egértövis, spárgatövis, vadpuszpáng.

## Előfordulása
Szubatlanti-szubmediterrán elterjedésű. Nyugat- és Dél-Európában, valamint Nyugat-Ázsiában honos. Nyugaton a Brit-szigetekig, Franciaországig, az Ibériai-félszigetig terjed; délen Olaszországban, a Balkánon, Kis-Ázsiában él; keleten a Kaukázusig, Palesztináig hatol. Legészakibb megjelenése Magyarországon van. Magyarországon a Dél-Dunántúl erdeiben fordul elő és viszonylag gyakori, helyenként akár tömeges. Egyaránt megtalálható a Mecsekben, a Zselicben, Belső-Somogyban, a Dráva-síkon, a Villányi-hegységben; északon egészen a Keszthelyi-fennsíkig.

## Megjelenése

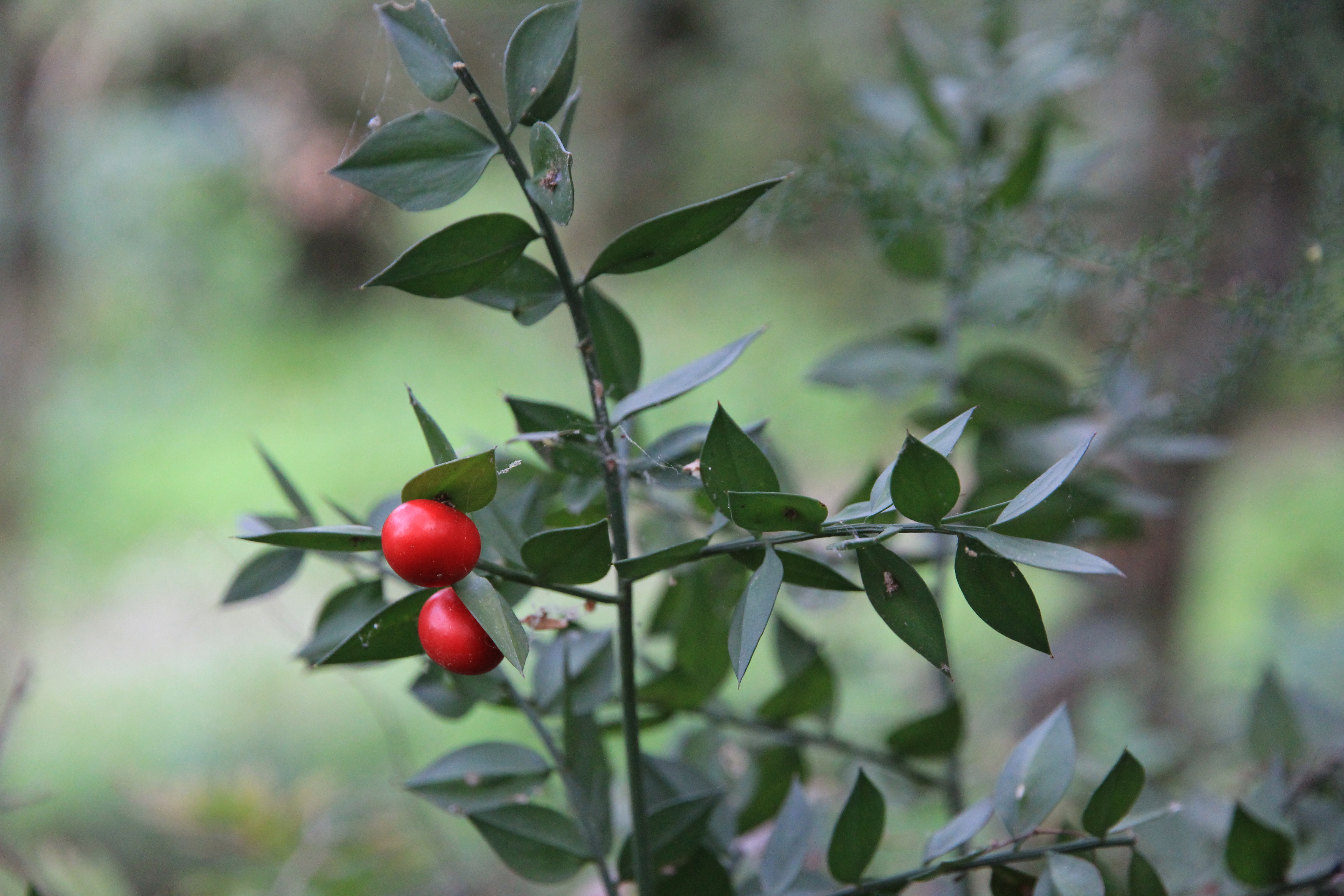

A szúrós csodabogyó 20–60 cm (ritkábban 100 cm) magas örökzöld, sokszor seregesen megjelenő, évelő cserje. Föld alatti gyöktörzse (rizómája) erőteljes, rajta az éves növekmények kb. 1 cm átmérőjű golyóként jelentkeznek, ezért a gyöktörzs erőteljesen ízelt, gyöngysorra emlékeztet. Gyökerei rövidek, vastagok, viszonylag kevés van belőlük. Szára felálló, dúsan elágazó; hosszú alsó része hengeres, feljebb szögletessé válik. Az elágazások száma közel tíz, az oldalágak egyesével vagy 2-4 tagú örvökben nőnek.
Levélszerű ellaposodott szárképletei, az ún. fillokládiumok tojásdad-lándzsásak, 10–30 mm hosszúak, 10–12 mm szélesek, ép szélűek, bőrszerűek, merev szúrós hegyben végződnek. A valóságos levéltől abban különböznek, hogy rajtuk virág és termés van (innen ered a neve), ami az igazi levélen soha nincs. Valódi levelei aprók, pikkelyszerűek, a levélágak tövénél helyezkednek el.
Április-májusban virágzik. Kétlaki, vagyis az egyes példányok vagy termős vagy porzós virágot hordoznak, de az elválás nem teljes; a virágokban csökevényes formában megtalálhatóak az ellentétes ivar szervei is. Virágai aprók (5–7 mm-esek), kocsányuk rövid, szirmaik fehéreszöldek, a szárképleteken lévő zöld murvák tövében egyesével-kettesével ülnek. Hat lepellevele (szirma) két háromtagú körre oszlik, a külsőbe tartozók hosszabbak és szélesebbek is a belsőknél. A 3 porzó 2 mm hosszú, sötét ibolyaszínű csővé nőtt össze. A bibeszál rövid, a bibe korongszerű. Többnyire csak az egyik virág termékenyül meg.
A termés 10–15 mm átmérőjű, húsos, élénkpiros bogyó, benne 1-2 maggal. A magok 6–9 mm-esek, könnyen eltávolítható, rozsdaszínű maghéjjal. Egyik oldalán lapított, itt található egy fekete, kerek köldökben a csírakezdemény.
A fillokládium ("levél") mérete alapján két alfajt különítenek el: a szélesebb lemezű R. aculeatus aculeatust, és a keskeny-lándzsás fillokládiumú R. aculeatus angustifoliust, amely inkább keletebbre fordul elő.

## Életmódja
Bükkösök, gyertyános-tölgyesek, szurdokerdők, karsztbokorerdők növénye. A tápanyagokban és bázisokban gazdag, jó levegő- és vízgazdálkodású, üde, laza talajt részesíti előnyben. Leggyakoribb barna erdőtalajon, de előfordul törmelék- és öntéstalajon, rendzinán is. Inkább mészkedvelő. Félárnyékban érzi magát legjobban, a teljes záródású lombkorona alatt vagy tűző napon lassan nő, kevésbé terjed. A hosszú aszályra és a korai fagyokra érzékeny.
Április-májusban nyílik, virágait rovarok porozzák be. Termése októberben érik meg, tél elején lehullik. A bogyókat különböző állatok eszik meg és a magvak ürülékükkel terjednek. A növény örökzöld hajtása már az első évben eléri teljes méretét, növekedése ezután leáll. Egy hajtása általában három évig él, aztán elpusztul.    

## Felhasználása
Olaszországban és a Kaukázusban szérűseprűvé kötötték, innen eredeztetik nemzetségnevét (rus=mező; scopa=seprű, gally). Kertekben, parkokban dísznövényként ültetik, illetve piros bogyós örökzöld hajtásait a virágkötők díszítésre használják.
Gyöktörzse érösszehúzó hatású szteroidszaponinokat (ruszkogenineket) és benzofuránokat tartalmaz, a népi gyógyászatban szárított formában érgörcsök, viszketés, duzzanatok, aranyér, máj- és vesebetegségek ellen és vízhajtóként alkalmazták. A mai orvostudomány a krónikus vénaelégtelenség miatti diszkomfort (fájdalom, görcs, duzzadás, nehézláb-érzet) csökkentésére és  az aranyér elleni készítmények összetevőjeként. használja. A kozmetikában a kozmetikai bőrproblémák (hajszálerek bevérzése, cellulitis stb.) elleni arc- és testápoló készítmények hatóanyaga.

## Természetvédelmi helyzete
A szúrós csodabogyó a Természetvédelmi Világszövetség Vörös listáján széles elterjedtsége és stabil állományai miatt nem fenyegetett státusszal szerepel. A rá leselkedő jelentősebb veszélyek az erdőirtás, erdőtüzek, dísznövényként gyűjtés. Magyarországon az 1950-70-es években tonnaszámra gyűjtötték a virágkötészet, koszorúkészítők számára. Gyakran tövestül tépték ki, ezért megritkulása miatt 1982-ben védetté nyilvánították. Ma természetvédelmi értéke 10 000 Ft.    

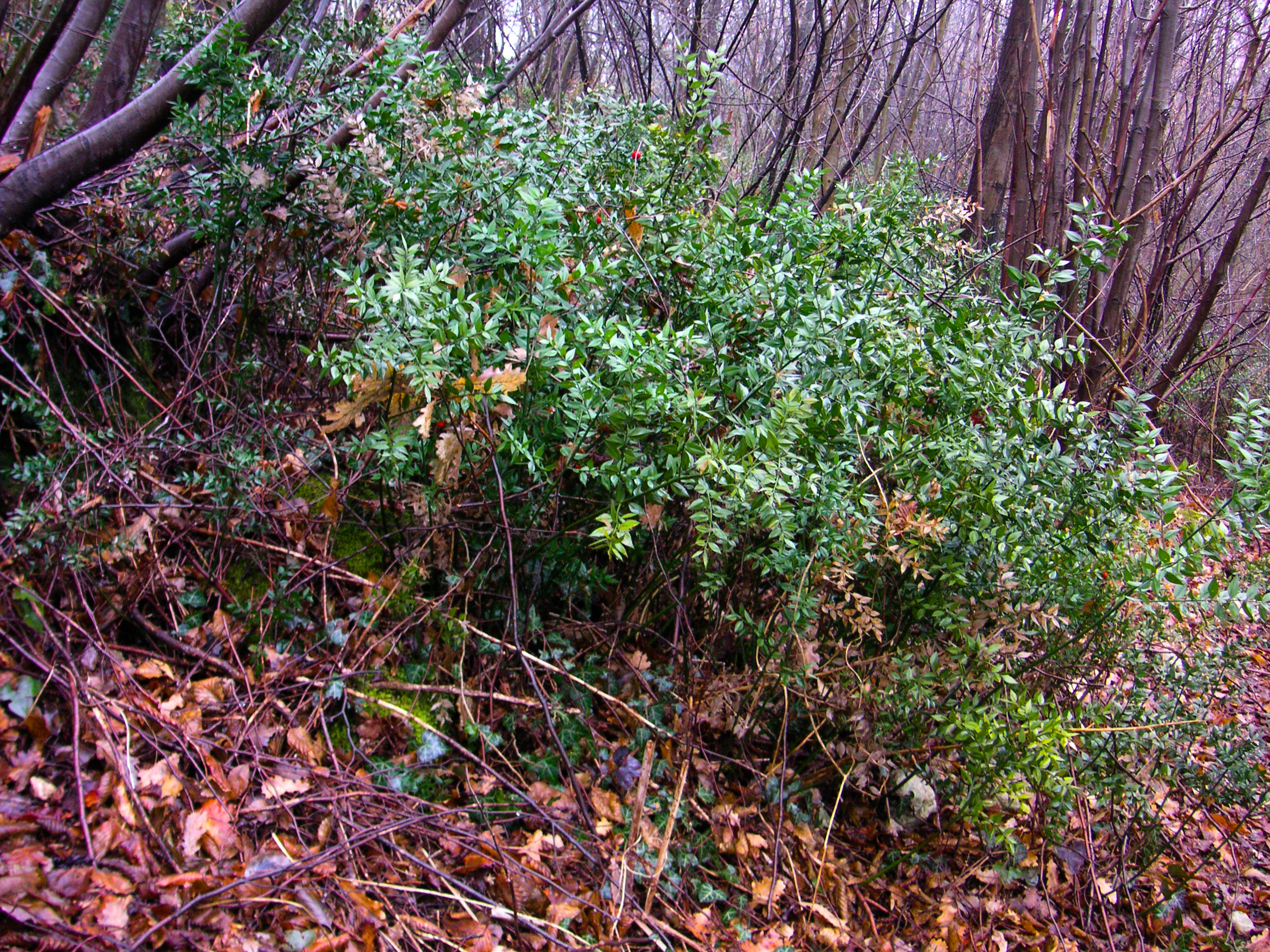
Habitusa
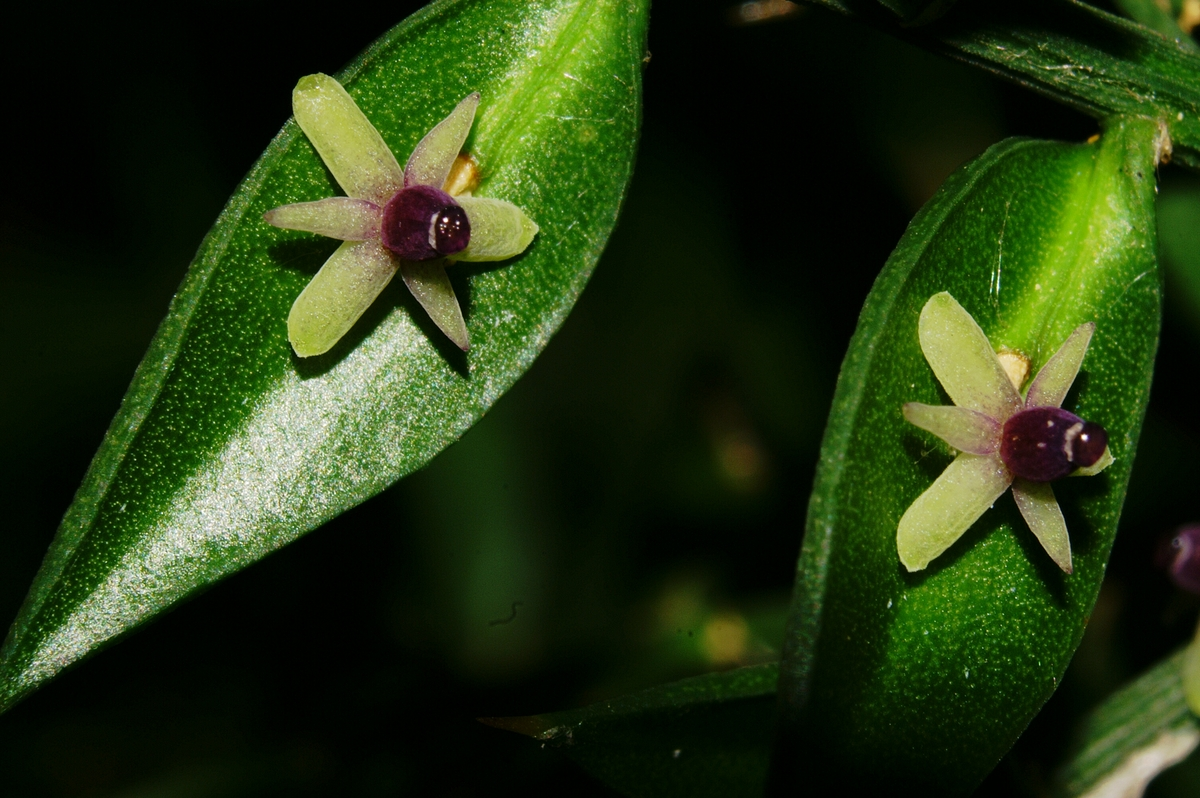
Virága
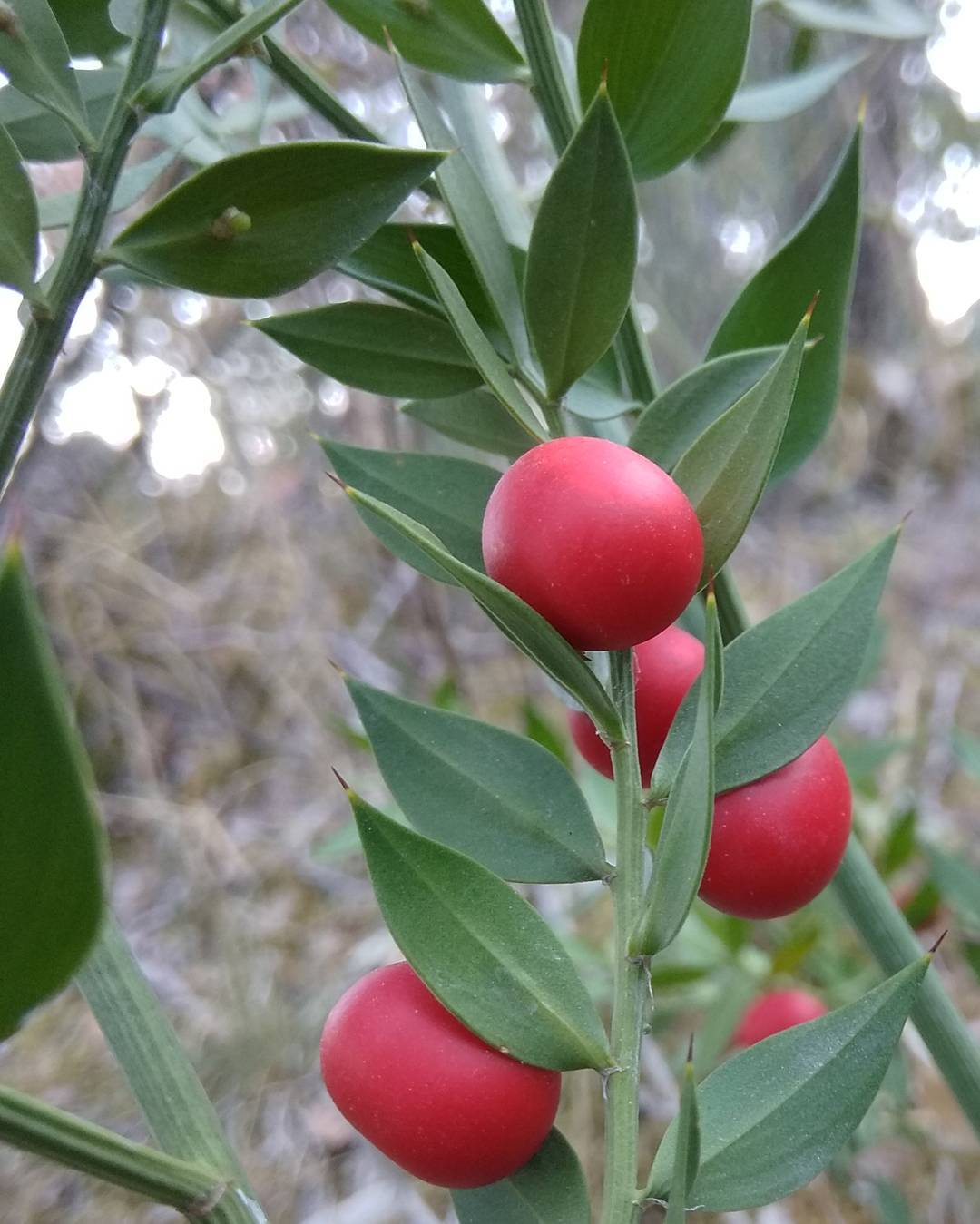
Termése
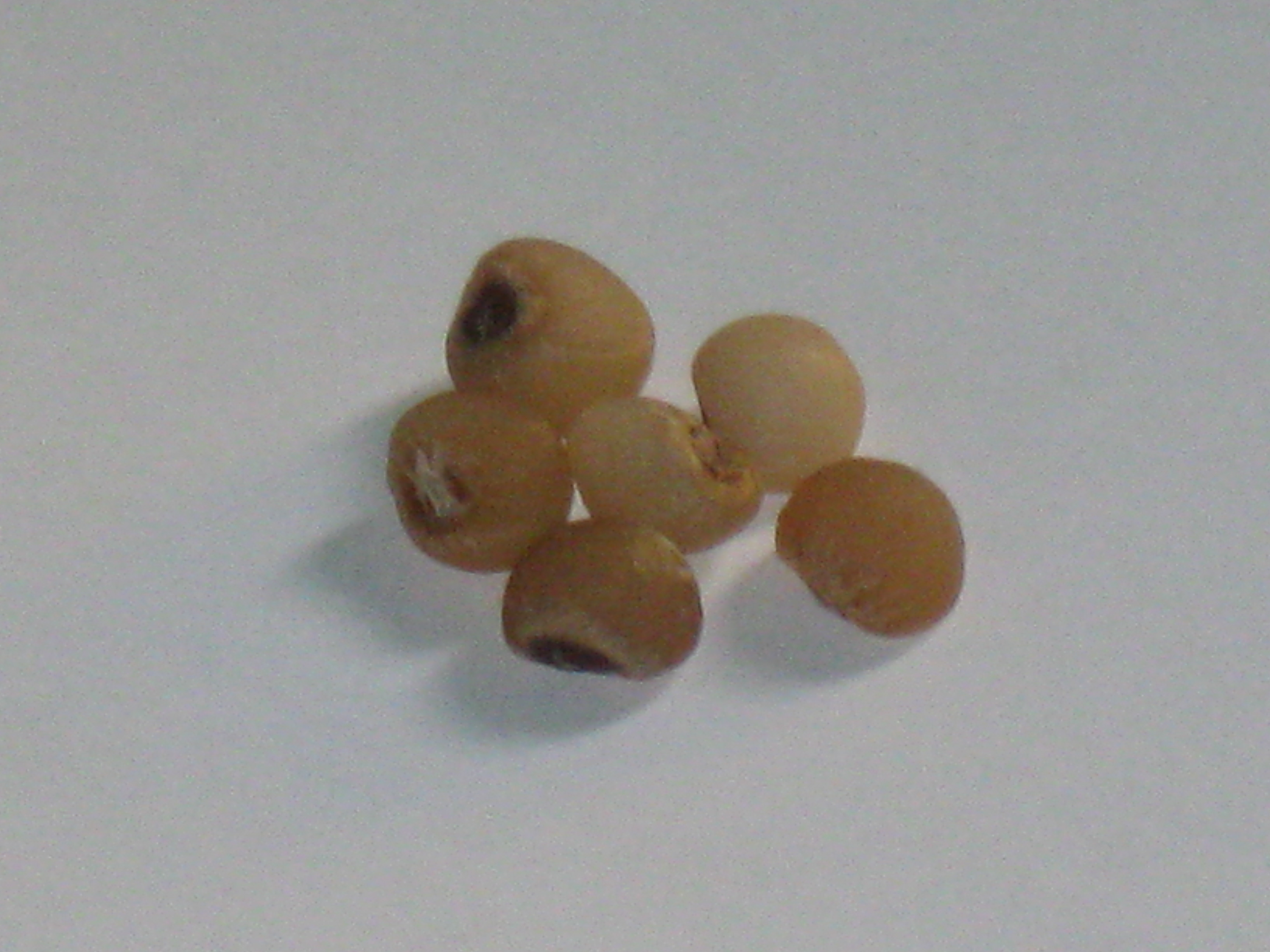
Magvai
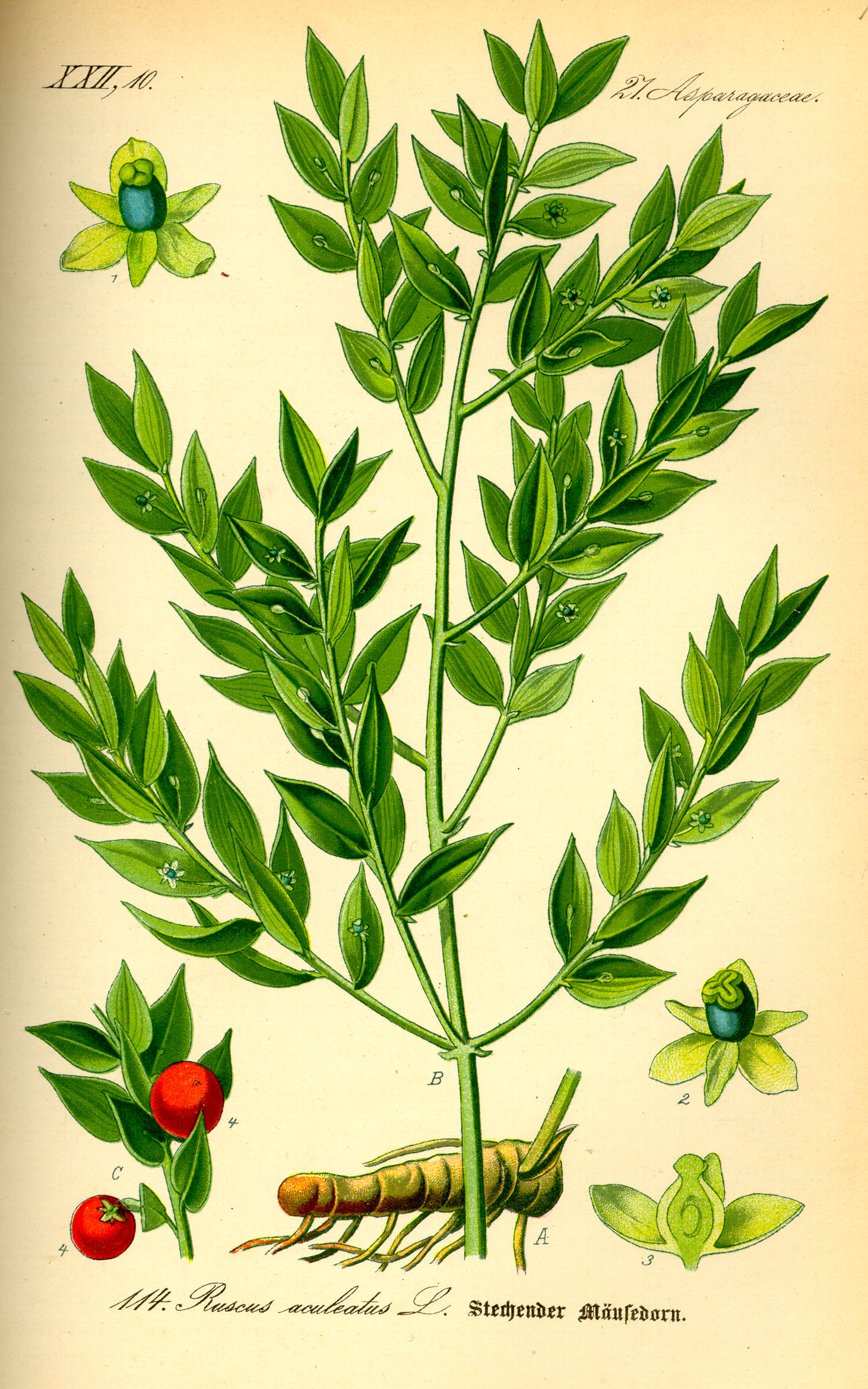
Ábrázolása egy német botanikakönyvben (1885)